# Зевс звичайний
Зевс звичайний, сонцевик звичайний (Zeus faber) — риба родини зевсові (Zeidae).

## Розповсюдження
Розповсюджений у Східній Атлантиці від Норвегії до півдня Африки, у Тихому океані біля узбережжя Австралії, Океанії, Японії. Широко розповсюджений у Індійському океані. В Україні зустрічається біля чорноморських берегів Криму і в північно-західній частині Чорного моря.

## Будова
Довжина до 90 см, зазвичай близько 40 см. У Чорному морі досягає довжини 20-30 см, максимально до 50 см. Вага до 8 кг, зазвичай до 4 кг. Тіло відносно коротке, дуже високе, його найбільша висота майже вдвічі менша за довжину, сильно сплюснуте з боків, округло-овальне. Два спинні плавці розділені невеликим проміжком. Вздовж основи другого спинного плавця і нижньої частини тіла від голови до хвостового стебла розташовані кісткові щитки, які мають по два більш-менш розвинені шипи. Голова велика, в профіль за формою чотирикутна. Рот великий, кінцевий з сильно виступаючою верхньою щелепою. Над верхнім краєм зябрової кришки, на потилиці і передочній кістці в дорослих особин є шипи. Зуби дрібні, конічні. Забарвлення світле, оливково-зелене з бурим відтінком на спині. Під колючим спинним плавцем є чорна пляма, облямована світлим обідком.

## Спосіб життя
Морський пелагічний вид, тримається поодинці або невеликими групами. Тривалість життя до 12 років. Мешкає в придонних шарах на глибині від 5 до 400 метрів, зазвичай на 50 — 150 м. Малорухлива риба, але може здійснювати стрімкі кидки і здатна переміщуватися на великі відстані. Хижак, харчується в основному рибою, рідше ракоподібними. Використовуючи особливості будови тіла і маскувальні забарвлення, поволі підпливає до жертви, атакує стрімким кидком і хапає її виступаючою щелепою. Розмноження в Чорному морі достовірно не встановлене, в Середземному нереститься з березня по травень. Нерест порційний. Ікра пелагічна, прозора, сферична, діаметром 1,96-2 мм з крупною жировою краплею діаметром 0,36-0,4 мм.

## Значення
У деяких країнах промисловий вид. Реалізується у замороженому або свіжому вигляді. Вид занесений до Червоної книги України.